# FV Gröditz
Der FV Gröditz 1911 ist ein Fußballverein aus Gröditz im deutschen Landkreis Meißen. Heimstätte des 270 Mitglieder starken Vereins ist das städtische 3.000 Zuschauer fassende „Stadion am Eichenhain“.

## Verein

TSG-Logo

Der im Jahr 1911 gegründete FV Gröditz konnte bis 1945 keine nennenswerten Erfolge erreichen, spielte jedoch für insgesamt fünf Spielzeiten in der damals zweitklassigen Fußball-Bezirksklasse Dresden-Bautzen (ab 1940: 1. Klasse Dresden). Nach dem Zweiten Weltkrieg wurde der Verein aufgrund einer Direktive des Alliierten Kontrollrats der Besatzungsmächte zum 1. Januar 1946 aufgelöst. Die ZSG Gröditz führte danach den Sportbetrieb weiter, bis sie 1950 von der Betriebssportgemeinschaft (BSG) Stahl Gröditz übernommen wurde. Deren Fußballmannschaft war 1952 Gründungsmitglied der neu eingerichteten drittklassigen Bezirksliga Dresden, sie stieg jedoch bereits 1954 ab. 1956 gelang die Rückkehr in die nun viertklassige Bezirksliga, in der Gröditz 1959 Bezirksmeister wurde und in die II. DDR-Liga aufstieg. Dort war Gröditz über drei Spielzeiten vertreten, nach der Saison 1962/63 wurde die II. Liga aufgelöst und Gröditz musste wieder in die Bezirksliga zurückkehren. Inzwischen war 1961 die BSG Stahl mit der BSG Rotation Gröditz zur TSG Gröditz fusioniert. 
Obwohl die TSG 1966 und 1969 erneut Bezirksmeister wurde, konnte sich Mannschaft in den Aufstiegsrunden zur DDR-Liga nicht durchsetzen. Erst als die TSG 1972 hinter der nicht aufstiegsberechtigten Mannschaft Stahl Riesa II den zweiten Platz erreichte, gelang der Aufstieg in die zweitklassige DDR-Liga. Sechs Jahre lang konnten sich die Gröditzer jeweils im Mittelfeld platzieren, 1979 reichte es nur für den letzten Staffelplatz, verbunden mit dem erneuten Abstieg in die Bezirksliga. Der Wiederaufstieg gelang binnen eines Jahres, und danach war die TSG Gröditz für weitere vier Spielzeiten in der DDR-Liga vertreten. 1984 reichte ein 7. Platz nicht für den Klassenerhalt, da die DDR-Liga von fünf auf zwei Staffeln reduziert wurde. Anschließend war die TSG bis 1990 wieder Bezirksligist, die Bezirksmeisterschaften 1986 und 1987 reichten nicht zum erneuten Aufstieg. Die letzte Bezirksligasaison unter der Regie des DDR-Fußball-Verbandes schloss die TSG Gröditz mit Platz 2 ab. 
Für die DDR-Fußballpokal-Wettbewerbe qualifizierten sich die BSG bzw. die TSG zwischen 1956 und 1987 16 Mal. Dabei wurden 30 Spiele ausgetragen, von denen 13 gewonnen wurden. Fünfmal hatte die TSG mit Dynamo Dresden (1976 2:3), FC Karl-Marx-Stadt (1977 0:2), Hallescher FC (1983 0:1), 1. FC Magdeburg (1984 1:5) und 1. FC Lokomotive Leipzig (1987 0:4) DDR-Oberligisten zu Gast. Mehr als die 2. Hauptrunde wurde nie erreicht. 
DDR-Statistik:
- Teilnahme DDR-Liga: 1972/73 bis 1978/79, 1980/81 bis 1983/84
- Teilnahme II. DDR-Liga: 1960, 1961/62, 1962/63
- Ewige Tabelle der DDR-Liga: Rang 61

Nach der Wende gliederte sich die Sektion Fußball der TSG aus und gründete einen bürgerlichen Verein, der wieder den historischen Namen Fußball-Verein Gröditz 1911 annahm. Er wurde zur Saison 1990/91 in die neu gegründete zu diesem Zeitpunkt drittklassige Landesliga Sachsen eingegliedert und belegte am Saisonende den 5. Platz. Nach zwei aufeinander folgenden Abstiegen spielte der FV ab 1993 in der Bezirksklasse Dresden. 
Nach der Neustrukturierung des Spielbetriebes spielte der FV Gröditz ab der Saison 2011/12 in der achtklassigen Kreisoberliga Meißen. In der Saison 2013/14 gelang der Aufstieg in die Landesklasse Mitte.

## Personen von besonderer Bedeutung
- Marcel Gebhardt, begann bei der TSG, später Bundesligaspieler beim 1. FC Köln
- Ralf Minge, bis 1980 TSG-Spieler, mit Dynamo Dresden DDR-Meister und Pokalsieger, 36-facher DDR-Nationalspieler
- Dieter Riedel, begann 1957 bei der BSG Stahl, mit Dynamo Dresden fünfmal DDR-Meister und zweimal Pokalsieger, viermaliger DDR-Nationalspieler
- Klaus Sammer, von 1954 bis 1962 in Gröditz, 183 DDR-Oberligaspiele für Einheit und Dynamo Dresden, DDR-Meister und Pokalsieger, 17 A-Länderspiele für die DDR
- Daniel Ziebig, begann 1988 bei der TSG, später Bundesligaspieler bei Energie Cottbus